# Highway (Lied)
Highway (Eigenschreibweise HIGHWAY) ist ein Lied der deutschen Sängerinnen Katja Krasavice und Elif aus dem Jahre 2021. Die vierte Singleauskopplung aus Krasavices zweitem Studioalbum Eure Mami wurde von den beiden Interpretinnen gemeinsam mit Montez, Olson, Takt32 und dem Produzenten des Titels, Aside, geschrieben.

## Hintergrund
Am 1. Januar 2021 postete Katja Krasavice auf dem Sozialen Netzwerk Instagram Bilder, unter anderem mit einer Frauensilhouette, welche ein kommendes Musikvideo bewerben und auf eine mögliche Duettpartnerin hinweisen sollten. Am nächsten Tag wurde auf dem Account der Singer-Songwriterin Elif offiziell bekanntgegeben, dass es sich hierbei um ebendiese handelt. Nach der Ankündigung der Kollaboration gab es insbesondere aus der Anhängerschaft letztgenannter Musikerin starke Kritik, da empfunden wurde, diese hätte sich für Geld verkauft. Grund dafür war, dass Krasavice in der Vergangenheit als Künstlerin weniger ernst genommen wurde als Elif, dabei jedoch größeren kommerziellen Erfolg aufwies. Im Zuge der kontroversen Haltung der Fangemeinden wurde das Lied jedoch im Vorfeld bereits heiß erwartet und diskutiert, sodass es unmittelbar bei Charteinstieg zum ersten Nummer-eins-Hit beider Künstler in den deutschen Singlecharts wurde.
Am 17. Januar 2021 wurde als Dankeschön der Platz 1 Chartplatzierung eine Live Akustikversion des Songs zusätzlich mit der Sängerin Luna veröffentlicht.
Am 10. Juli 2021 sangen Krasavice und Elif den Song erstmals live.

## Musik und Text
Highway ist ein Popsong im mittleren Tempo, dessen Klang von einem weich gespielten, melodischen Gitarrenriff geprägt ist. Die erste Hälfte des Refrains sowie die zweite Strophe werden von Krasavice gesungen, während Elif die erste Strophe übernimmt. Im zweiten Teil der Hook sind beide Sängerinnen gleichzeitig zu hören. Der Text des Liedes behandelt, wie sich die Künstlerinnen trotz widerer Umstände an dir Spitze kämpfen konnten, wobei beide Ereignisse ihres persönlichen Lebens erwähnen. Elif thematisiert unter anderem die Krankheit ihrer Mutter sowie ihren Ex-Freund, der erst nach ihrem Durchbruch wieder Interesse an ihr heuchelte, welchem sie jedoch nicht nachging. Krasavices Strophe schneidet den Tod ihrer beiden Brüder an, und schildert, wie die Karriere der Künstlerin von Ablehnung geprägt war, der sie jedoch trotzen und dennoch Erfolg, Reichtum und ein Nummer-eins-Album ernten konnte.

## Musikvideo
Der unter der Regie von Alban Selimaj entstandene Videoclip zu Highway hebt die Kontraste der beidem Sängerinnen hervor. So wird Krasavice durchwegs in farbenfrohen Settings gezeigt, bei denen sowohl die Kulisse und die Requisiten als auch das Styling der Künstlerin selbst bunt gestaltet sind, während die Szenen mit Elif in schwarzen, düsteren Tönen gehalten sind. In Momenten, in denen beide Künstlerinnen zeitgleich auftreten, ist der Hintergrund in seiner Farbgestaltung hart zweigeteilt, um der Ästhetik der sich auf der jeweiligen Seite befindlichen Musikerin zu entsprechen. In mehreren Einstellungen sind die beiden von Schmetterlingen umringt, stehen in einem Käfig oder fahren in einem Auto. Letzteres ist in immer perlmuttfarben, wenn Krasavice darin zu sehen ist bzw. in Aufnahmen mit Elif schwarz - in Takes, in denen beide damit unterwegs sind, ist das Auto wie auch der sich im Hintergrund befindliche Himmel farblich in der Mitte des Bildschirms gespalten.

## Kritik
Highway erhielt überwiegend positive Kritiken. Es wurde als ein weiterer Schritt im bereits mit den Vorgängersingles eingeleiteten Richtungswechsel Krasavices angesehen, durch welchen sie sich vom Party- und Sex-Image wegbewege und auf eine Karriere als ernstzunehmende und professionelle Musikerin zusteuere. Gelobt wurde auch, dass trotz der der Veröffentlichung vorangegangenen Bedenken ob der Zusammenarbeit beider Künstler ebendiese gut miteinander harmonierten und aufgrund ihrer von Schicksalsschlägen geprägten Vergangenheiten sowie ihrer musikalischen Neuausrichtungen mehr miteinander gemeinsam hätten, als es zunächst den Anschein habe. Positiv hervorgehoben wurde auch die Gesangsleistung Elifs. Lediglich die kurze Laufzeit des Stückes wurde von mancher Seite bemängelt. Auch die Reaktionen der beiden als besonders unterschiedlich bewerteten Fanlager der Interpretinnen fiel nach anfänglicher Skepsis im Zuge der Ankündigung nach Erscheinen des Liedes vermehrt gut aus. Über das zugehörige Musikvideo war die Presse geteilter Meinung. So wurde es teilweise als visuell besonders opulent angesehen, anderenortes wiederum als konventionell bezeichnet. Das im Clip gezeigte holographische Auto wäre dabei ein besonderer Hingucker, während man jedoch die Entscheidung Krasavices, sich in bunten Farben immer noch als Party-Girl zu inszenieren, kritisiert.

## Charts und Chartplatzierungen
| ChartsChartplatzierungen | Höchstplatzierung | Wochen |
| ------------------------ | ----------------- | ------ |
| Deutschland (GfK)        | 1 (8 Wo.)         | 8      |
| Österreich (Ö3)          | 18 (6 Wo.)        | 6      |
| Schweiz (IFPI)           | 77 (1 Wo.)        | 1      |